# ۳۰ مه
۳۰ مه در صد و پنجاهمین (در سال‌های کبیسه صد و پنجاه و یکمین) روز سال در گاه‌شماری میلادی است. ۲۱۵ روز تا پایان سال باقی‌است.

## رویدادها
- ۱۸۷۶ - با عزل عبدالعزیز یکم، پادشاه امپراتوری عثمانی، مراد پنجم جانشین او شد.
- ۱۹۱۳ - آلبانی مستقل شد.
- ۱۹۱۷ - الکساندر یونان به پادشاهی رسید.
- ۱۹۲۲ - بنای یادبود لینکلن در واشنگتون دی‌سی ساخته شد.
- ۱۹۴۲ - جنگ جهانی دوم: هزار بمب‌افکن بریتانیایی به مدت ۹۰ دقیقه کلن در آلمان را بمب‌باران کردند.
- ۱۹۶۱ - رافائل لئونیداس تروخیو، دیکتاتور دومینیکن در سانتو دومینگو ترور شد.
- ۱۹۶۶ - به دستور موبوتو سسه سوکو، رئیس‌جمهور جمهوری دموکراتیک کنگو، اواریسته کیمبا، نخست وزیر سابق این کشور و چندین شخصیت سیاسی دیگر در ملاء عام اعدام شدند.
- ۱۹۶۷ - با اعلام استقلال مناطق شرقی نیجریه با نام جمهوری بیافرا جنگی داخلی در این کشور به پا شد.
- ۱۹۷۱ - مارینر ۹ به سمت مریخ به فضا فرستاده شد.
- ۱۹۷۴ - هواپیمای مسافربری ایرباس ای ۳۰۰ آغاز به کار کرد.
- ۱۹۷۹ - چهارشنبه سیاه خرمشهر
- ۱۹۹۸ - زلزله‌ای به بزرگی ۶٫۶ ریشتر در شمال افغانستان بیش ۵۰۰۰ کشته برجای گذاشت.
- ۲۰۱۲ - چارلز تیلور، رئیس‌جمهور پیشین لیبریا در دادگاه بین المللی لاهه به اتهام جنایت جنگی در جنگ داخلی سیرالئون به ۵۰ سال زندان محکوم شد.
- ۲۰۱۳ - نیجریه ازدواج همجنسگرایانه را ممنوع اعلام کرد.[نیازمند منبع]

## زادروزها
- ۱۸۹۶ − هاوارد هاکس، کارگردان آمریکایی
- ۱۹۳۴ − الکسی لئونوف، کیهان‌نورد روس
- ۱۹۲۶ − چاک آرنولد، رانندهٔ مسابقات اتومبیل‌رانی اهل ایالات متحده (د. ۱۹۹۷)
- ۱۹۳۷ – آرماندو وایادارس، فعال حقوق بشر، دیپلمات، شاعر، نویسنده و سفیر سابق ایالات متحده آمریکا در کمیسیون حقوق بشر سازمان ملل
- ۱۹۸۰ − استیون جرارد، بازیکن فوتبال اهل انگلستان

## درگذشت‌ها
- ۱۷۷۸ - فرانسوا ولتر، نویسنده، مورخ و فیلسوف فرانسوی
- ۱۹۶۰ - بوریس پاسترناک، نویسنده
- ۱۹۹۴ - خوآن کارلوس اونتی، نویسنده اهل اروگوئه